# مكتبة المهن والتجارة

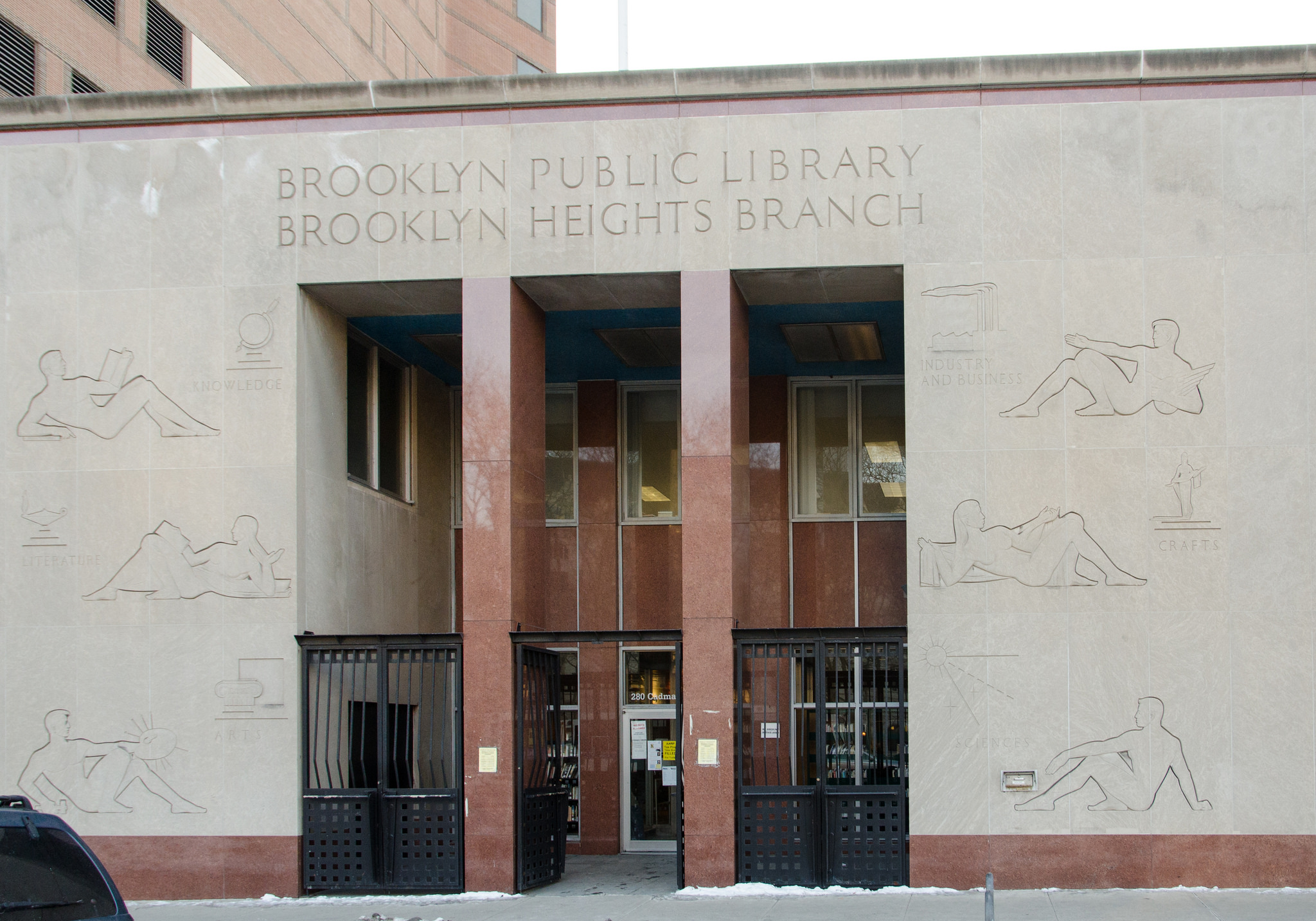
مكتبة بروكلين هايتس

مكتبة المهن والتجارة، كانت فرعاً من مكتبة بروكلين العامة (بي پي ال)، التي تقع في كادمان بلازا الغربية 280 في مرتفعات بروكلين، بجوار مدينة بروكلين في مدينة نيويورك. وتاريخها يسبق تاريخ الحزب الشيوعي البنجلاديشي نفسه. في عام 1852، أنشأ المواطنون البارزون غرفة بروكلين أثينايوم وغرفة القراءة لتعليم الشباب. في عام 1857، أنشأت مجموعة من الشباب جمعية مكتبة بروكلين التجارية. في مدينة بروكلين، التي شاركت المبنى مع أثينايوم. حاولت المكتبة التجارية أن تكون عملية أكثر، التركيز بشكل أقل على الأدب والفلسفة. أمين المكتبة المسؤول كان (ستيفن بوتريك نويس). في عام 1866، ذهب للعمل في مكتبة الكونغرس.
في عام 1869، وحدت المكتبة التجارية واثينايوم، مقتنياتها وانتقلت إلى مبنى جديد، مكتبة فرع شارع مونتاغ. أيضا في عام 1869، عاد نويس وكانت إحدى ثمار جهده إعداد كاتالوج، الذي صدر في عام 1881. في عام 1878، تم تغيير اسم المكتبة التجارية إلى مكتبة بروكلين. وبحلول عام 1943، عرف قسم المراجع التجارية باسم المكتبة التجارية. في عام 1957، تمت الموافقة على مبنى جديد لإيواء كل من المكتبة االتجارية وفرع حي بروكلين هايتس من قبل حكومة المدينة. في 1 يونيو 1962، فتح مبنى المكتبة الجديد 2.5 مليون دولار أبوابه للعامه في موقعه الحالي. وفي عام 1993، اكتملت عملية التجديد والتوسيع ذات السنتين؛ يضم المبنى الذي تم تجديده، كلا من فرع بروكلين هايتس ومكتبة المهن والتجارة.
في عام 2013، بي پي ال عن نيتها لبيع كادمان بلازا الغربية 280، وكجزء من هذا الإعلان، تم نقل مهام مكتبة المهن والتجارة. إلى الفرع المركزي لشركة مكتبة بروكلين العامه. ثم باعت شركة بروكلين العامه الفرع إلى شركة هدسون. ثم قامت شركات هادسون بهدم الهيكل واستبداله بمجمع سكني مكون من 34 طابقا، والذي سيحتوي على مكتبة فرعيه أصغر في بروكلين هايتس في قاعدته عند اكتماله في عام 2020. وفي غضون ذلك، افتتحت مكتبة بروكلين العامه فرعا مؤقتا في شارع ريمسن 109.